# Caranx caballus
Caranx caballus là một loài cá biển có số lượng phong phú thuộc họ Carangidae. Loài này phân bố ở phía đông Thái Bình Dương dọc theo đường bờ biển Châu Mỹ từ Đảo Santa Cruz ngoài khơi California ở phía bắc đến Peru ở phía nam, cũng như một số hòn đảo bao gồm Galapagos và gần đây, Hawaii.
Đây là một loài lớn vừa phải, phát triển chiều dài ít nhất 55 cm và nặng 2,81 kg, mặc dù các báo cáo chưa được xác nhận cho thấy kích thước tối đa lớn hơn nhiều. Chúng sinh sống trong một loạt các môi trường thềm lục địa bao gồm cửa sông, vịnh, rạn san hô và vỉa ngoài khơi, sống cả nổi và lặn. Chúng là loài săn mồi, săn mồi nhiều loại cá, động vật giáp xác và động vật chân đầu, cũng như động vật phù du. Hầu hết các loài cá đều trưởng thành về mặt giới tính khi chúng đạt được 38 cm, với việc sinh sản diễn ra từ tháng 5 đến tháng 10. Loài này có tầm quan trọng cao đối với nghề cá trong toàn bộ phạm vi của nó, được đánh bắt bằng lưới kéo cá nổi, nhiều phương pháp đánh lưới câu.